# Kratmo
Kratmo is een historisch motorfietsmerk.
Walter Kratzsch ontwikkelde deze Tsjechische motor. Het was een 49 cc tweetakt met een tegengesteld draaiend vliegwiel dat ook als koppeling dienstdeed. In de jaren vijftig ontwikkelde Kratzsch er een motorfiets bij.